# Юрі Геркенс
Ю́рі Є́ссе Ге́ркенс (нід. Joeri Jesse Heerkens; нар. 8 травня 2006) — нідерландський і чеський футболіст, воротар клубу «Аякс».

## Клубна кар'єра

### «Спарта» (Прага)
Вихованець команд «Слован» (Броумов), «Наход» і «Градець-Кралове», а 2019 року приєднався до академії празької «Спарти». 19 липня 2022 року підписав з клубом свій перший професіональний контракт.
В сезоні 2023–24 виступав на правах оренди за празький «Локо» з Богемської футбольної ліги, за який провів 9 матчів. Влітку 2024 року переведений до резервної команди. 31 липня 2024 року дебютував за «Спарту Б» в матчі Національної ліги проти клубу «Височина» (Їглава).

### «Аякс»
28 липня 2030 року перейшов в амстердамський «Аякс», підписавши п'ятирічний контракт. Сума трансферу становила 2 млн євро.

## Кар'єра в збірній
Виступав за збірні Чехії до 16, до 17 і до 18.
З 2023 року представляє Нідерланди на міжнародному рівні. Виступав за збірні Нідерландів до 18 і до 19 років. В травні 2025 року потрапив в заявку збірної до 19 років на юнацький чемпіонат Європи в Румунії. На турнірі був основним воротарем, провівши усі п'ять матчів, а його команда вперше в історії стала переможцем чемпіонату Європи в цій віковій категорії. Окрім цього увійшов до символічної збірної чемпіонату Європи.

## Статистика виступів
Станом на 11 травня 2025 
| Клуб              | Сезон             | Чемпіонат         | Чемпіонат | Чемпіонат | Кубок | Кубок | Єврокубки | Єврокубки | Інші  | Інші | Всього | Всього |
| Клуб              | Сезон             | Дивізіон          | Матчі     | Голи      | Матчі | Голи  | Матчі     | Голи      | Матчі | Голи | Матчі  | Голи   |
| ----------------- | ----------------- | ----------------- | --------- | --------- | ----- | ----- | --------- | --------- | ----- | ---- | ------ | ------ |
| Локо (Прага)      | 2023–24           | БФЛ               | 9         | –10       | —     | —     | —         | —         | —     | —    | 9      | –10    |
| Спарта (Прага) Б  | 2024–25           | Національна ліга  | 15        | –17       | —     | —     | —         | —         | —     | —    | 15     | –17    |
| Аякс              | 2025–26           | Ередивізі         | 0         | 0         | 0     | 0     | 0         | 0         | —     | —    | 0      | 0      |
| Всього за кар'єру | Всього за кар'єру | Всього за кар'єру | 24        | –27       | 0     | 0     | 0         | 0         | 0     | 0    | 24     | –27    |

## Досягнення
Збірна Нідерландів (до 19)
- Переможець юнацького чемпіонату Європи (до 19 років): 2025[11]

Особисті
- Символічна збірна юнацького чемпіонату Європи (до 19 років): 2025[12]